# Gaj (Slovenska Bistrica)
Gaj is een plaats in Slovenië en maakt deel uit van de gemeente Slovenska Bistrica in de NUTS-3-regio Podravska. De plaats telde 639 inwoners op 1 januari 2020.